# Batalla de Calpulalpan
La Batalla de Calpulalpan tuvo lugar el 22 de diciembre de 1860 durante la Guerra de Reforma en las inmediaciones de la comunidad de Calpulalpan y San Miguel de la Victoria municipio de Jilotepec, en el Estado de México. Sería la última batalla de la Guerra de Reforma (1858-1861).       

## Contendientes
En la primera etapa del conflicto la balanza parecía inclinarse a favor de los conservadores, quienes contaban con el apoyo de la mayoría del ejército formal, pero poco a poco la tendencia fue revirtiéndose, hasta que en Calpulalpan, el partido conservador se jugó su última carta con su mejor general Miguel Miramón, al mando de ocho mil soldados, treinta cañones y algunos de los oficiales más experimentados como Leonardo Márquez, Francisco A. Vélez y Marcelino Cobos. 
Las tropas del ejército liberal, al mando del general Jesús González Ortega quien tenía a su mando a los generales Ignacio Zaragoza, Miguel Negrete, Leandro Valle, Nicolás Régules y Francisco Alatorre con una fuerza de 11.000 hombres y 14 piezas de artillería. Su ejército estaba formado por las guerrillas republicanas que se habían levantado contra el golpe de Estado tres años atrás y, pese a no tener en su mayoría educación militar, eran soldados curtidos en los campos de batalla.

## Antecedentes
Tras la conquista de Guadalajara el 3 de noviembre de 1860 los liberales se apoderaron de la iniciativa bélica. Empezaron a ganar territorios dirigiéndose hacia la capital mexicana. Para detener el avance de sus enemigos el general Miramón salió de la Ciudad de México siendo acosado constantemente por las guerrillas liberales que operaban alrededor de la urbe. 
Mientras el general González Ortega avanzaba a su encuentro con 20.000 hombres.
Ambos ejércitos se encontraron en los campos de San Miguel de la Victoria (en aquel entonces San Miguel Calpulalpan) el 21 de diciembre de 1860 y tras fracasar las negociaciones se prepararon para la batalla.

## La batalla
Al día siguiente y a pesar de su inferioridad numérica, a las ocho de la mañana, Miramón comenzó un ataque contra el ala izquierda liberal aprovechando la superioridad de su artillería, siendo contraatacado dos horas después, por las superiores fuerzas de Zaragoza en el flanco derecho conservador, y por Régules por el centro; al mismo tiempo, los generales González Ortega, Leandro Valle y Alatorre avanzaron para envolver a los conservadores por la retaguardia, movimiento que decidió la acción de armas y la victoria liberal. El ejército conservador quedó completamente destrozado. González Ortega encabezó la parte final de la batalla, resultando totalmente derrotado el ejército conservador. 
Miramón escapó y regresó a la Ciudad de México en busca de apoyo, donde logró reunir a 1.500 hombres pero pronto desertaron; perdida su causa, salió de la capital rumbo a Veracruz y huyó días después rumbo a La Habana, Cuba, de donde partió rumbo a Francia. Años después regresaría con el emperador Maximiliano.

## Consecuencias
- El resultado de esa batalla marcó el fin de la Guerra de Reforma y causó la desintegración del ejército conservador.

- El 25 de diciembre en la Navidad de 1860, el general González Ortega hizo su entrada triunfal a la Ciudad de México al frente de 30.000 soldados, concluyendo así la guerra con el triunfo del bando liberal en la Guerra de Reforma.

- El 5 de enero el presidente Benito Juárez entró a la capital desde Veracruz señalando el fin oficial de las hostilidades.[2] Sin embargo, aunque estaban vencidos, los generales Márquez, Cobos y Tomás Mejía[2] continuaron oponiendo resistencia en algunos focos conservadores.[8]

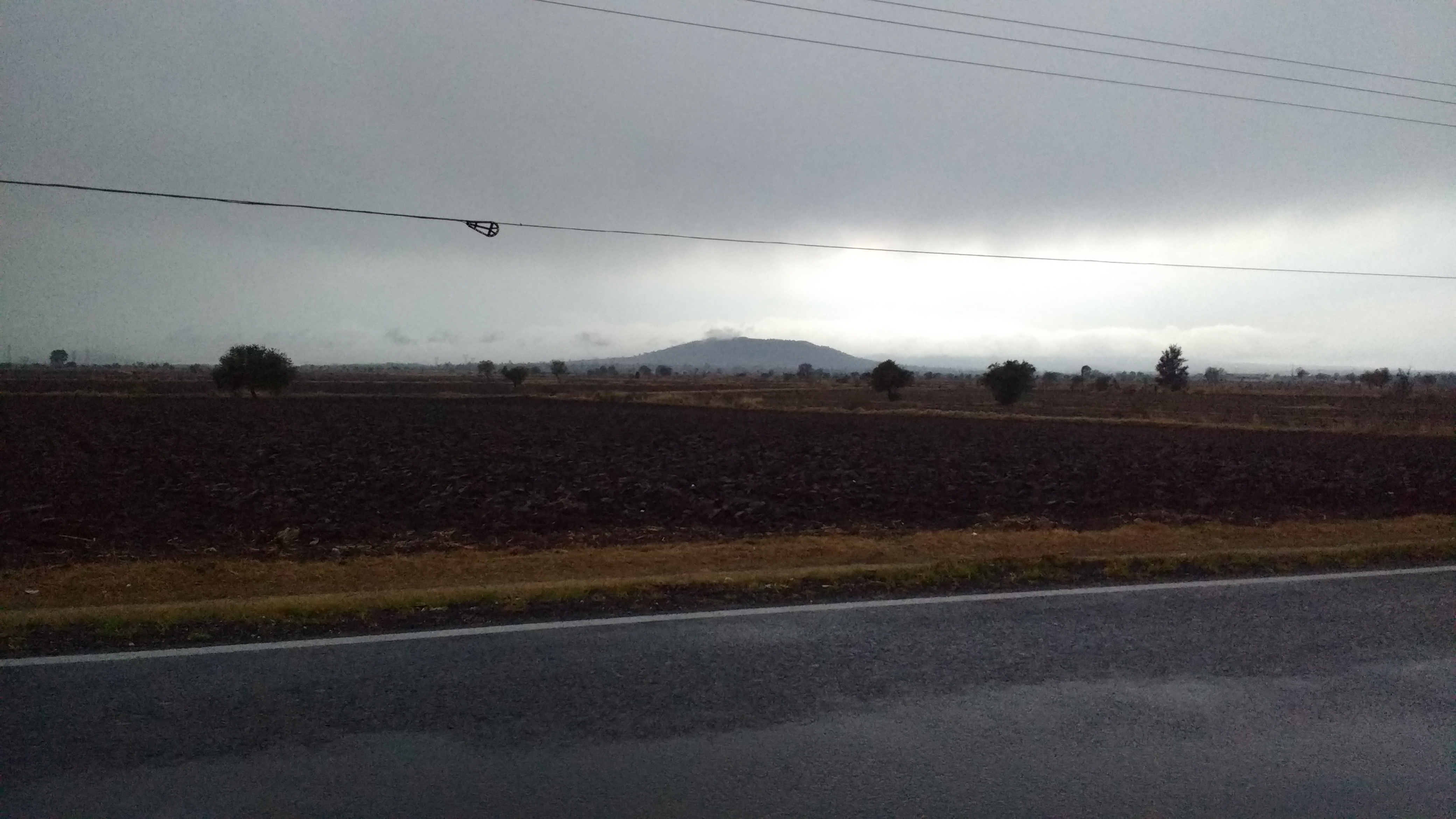
Campo a las afueras de Calpulalpan.

- Campo a las afueras de Calpulalpan.Así, el Estado laico y republicano se afirmó en la historia mexicana al someter a las poderosas corporaciones que influían decisivamente en el rumbo del país: La Iglesia y el Ejército.